# Systembank
En systembank er en underafdeling af en bank, som er forbeholdt medlemmer af en bestemt fagforening. 
I Danmark er især Lån & Spar Bank kendt for at benytte dette koncept, hvor systembankerne fungerer som selvstændige bankfilialer, der opererer under separat binavn. Også Arbejdernes Landsbank har en systembank, hvor man skal være medlem af et af fagforbundene under LO for at blive kunde.
| Økonomi | Spire Denne artikel om økonomi er en spire som bør udbygges. Du er velkommen til at hjælpe Wikipedia ved at udvide den. |